# José María de Garay y Rowart
José María de Garay y Rowart (Calañas, Huelva, 16 d'octubre de 1869 - Madrid, 11 de setembre de 1940), iii Conde de Valle de Súchil, va ser un polític i advocat espanyol. Va ser diputat en quatre ocasions durant les dues primeres dècades del segle xx, senador vitalici i alcalde de Madrid durant nou mesos de l'any 1922.
El títol nobiliari espanyol de Conde de Vall de Súchil va ser creat l'1 d'abril de 1775 per decret del rei Carles III, perquè li fos atorgat a José Ignacio del Campo Soberón y Larrea, miner en Nova Biscaia, en l'actualitat denominat estat de Durango, Mèxic. Va deixar de ser utilitzat a partir de 1823, quan va morir el segon comte. Va ser rehabilitat en 1919 pel rei Alfons XIII a favor de José María de Garay i Rowart.

## Ressenya biogràfica
Fill d'un enginyer de mines d'origen basc, amb un any d'edat es va traslladar a Madrid, on es va educar en la Institució Lliure d'Ensenyament. Després va estudiar Dret en la Universitat Central de Madrid.
Va ser elegit diputat en quatre ocasions, en 1903, 1905 i 1907 pel districte de Madrid i en 1910 pel districte palentí de Cervera de Pisuerga. Des de 1914 va ser senador vitalici i va arribar a ser vicepresident d'aquesta cambra.
El 18 de març de 1922 va passar a exercir el càrrec d'alcalde de Madrid, després d'haver estat tinent d'Alcalde, per ordre real, la qual cosa li va suposar una forta oposició dels regidors triats pel poble. No obstant això, els seus esforços per millorar la instrucció pública i el seu impuls perquè s'inaugurés el segon tram de la Gran Via li van comerciejar el respecte popular i també del municipi. Va cessar en el càrrec el 18 de desembre d'aquest mateix any de 1922. Entre 1930 i 1931 també fou governador civil de Madrid. Fou acadèmic de la Reial Acadèmia de Jurisprudència i Legislació.
Va morir a Madrid l'11 de setembre de 1940.